# Y Thông (chính khách)
Y Thông (sinh ngày 11 tháng 11 năm 1966) là một chính trị gia người Việt Nam. Ông hiện là Thứ tưởng Bộ Dân tộc và Tôn giáo. Ông từng là đại biểu Quốc hội Việt Nam khóa 13 nhiệm kì 2011-2016 thuộc đoàn đại biểu tỉnh Phú Yên.

## Tiểu sử
Y Thông sinh ngày 11/11/1966, người dân tộc Ê-đê, không theo tôn giáo nào. Ông có quê quán tại xã Ea Bá, huyện Sông Hinh, tỉnh Phú Yên.
Ông có bằng Cao cấp lý luận chính trị Đảng Cộng sản Việt Nam.
Ông có trình độ chuyên môn Cử nhân Kinh tế - Kế hoạch.
Ông gia nhập Đảng CSVN ngày 8/2/1996.
Ông từng là đại biểu Quốc hội Việt Nam khóa 13 tỉnh Phú Yên chuyên trách trung ương, Ủy viên thường trực Hội đồng Dân tộc của Quốc hội khóa 13.
Ngày 22 tháng 5 năm 2016, ông tiếp tục được trung ương giới thiệu ứng cử Đại biểu Quốc hội Việt Nam khóa 14 tuy nhiên ông đã không trúng cử.
Ngày 26 tháng 10 năm 2018, ông được bổ nhiệm giữ Phó Chủ nhiệm Ủy ban Dân tộc.